# Mitsui Rail Capital

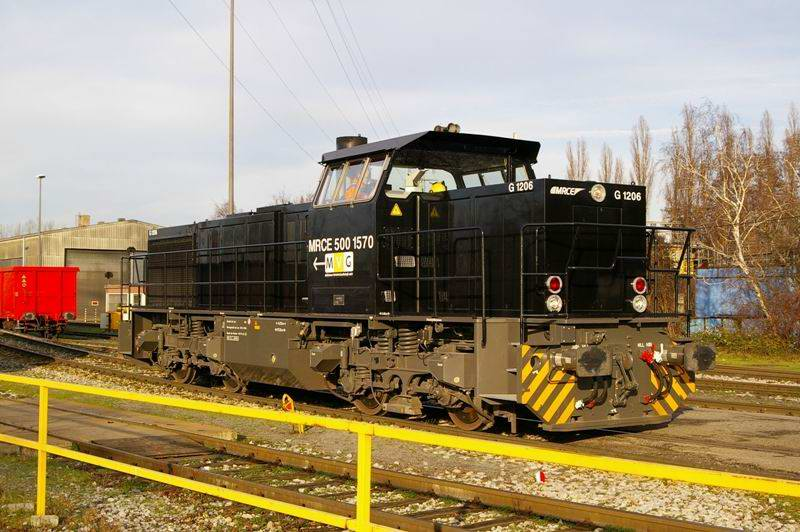
Vossloh G 1206 en livrée noir de Mitsui (MRCE).

Mitsui Rail Capital (MRC) est une société de leasing de matériel ferroviaire appartenant au groupe japonais Mitsui Group (Mitsui & Co., Ltd.). Son activité principale est l’acquisition et la location de wagons marchandises et de locomotives.

## Europe
Mitsui Rail Capital Europe BV (MRCE) a été créée en octobre 2004 et a son siège à Amsterdam (Pays-Bas). C’est une filiale conjointe de Mitsui & Co., Ltd. (Japon) et Mitsui & Co. Europe plc. (Royaume-Uni).

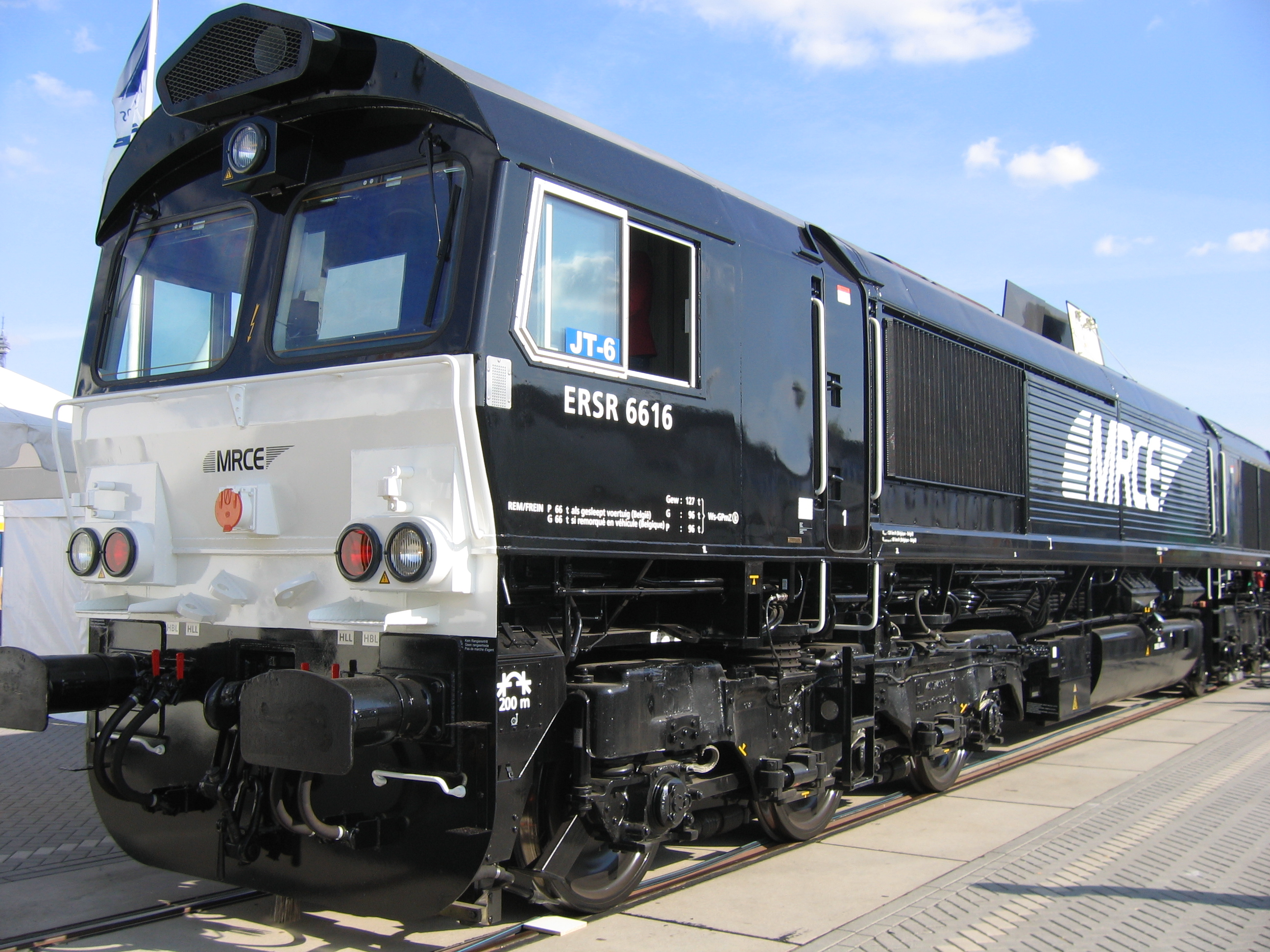
MRCE Class 66 au salon InnoTrans.

L’essentiel de l’activité de MRCE sur le continent européen est la location de locomotives dans le contexte de libéralisation du rail (et en premier lieu du fret ferroviaire), en particulier aux opérateurs privés qui ont vu le jour dans ce cadre.

### Dispolok
En septembre 2006, une croissance importante de MRCE a consisté en l’acquisition de Siemens Dispolok GmbH (Munich), devenue MRCE Dispolok à la suite de cette acquisition en 2008.
Les locomotives mises en location par MRCE portent une livrée noire très inhabituelle dans un domaine où la visibilité du matériel est une mesure de sécurité passive.

### Matériel roulant
En 2007, le pool de locomotives comptait environ 150 machines de Bombardier Transportation, Siemens Transportation Systems et Vossloh, notamment.
- Bombardier TRAXX (BR 145, F140 AC, F140 AC2, F140 MS).
- Siemens EuroSprinter (ES 64 F4), Vectron, ainsi que diverses petites séries issues du patrimoine de Dispolok.
- Vossloh G 1000, G 1206, G 1700, G 2000.
- EMD JT42CWR (alias Class 66).

## États-Unis
Mitsui Rail Capital, LLC (MRC) a été fondée en juin 1996 dans l’État d’Illinois, avec des implantations à Chicago (Illinois) et Des Moines (Iowa).

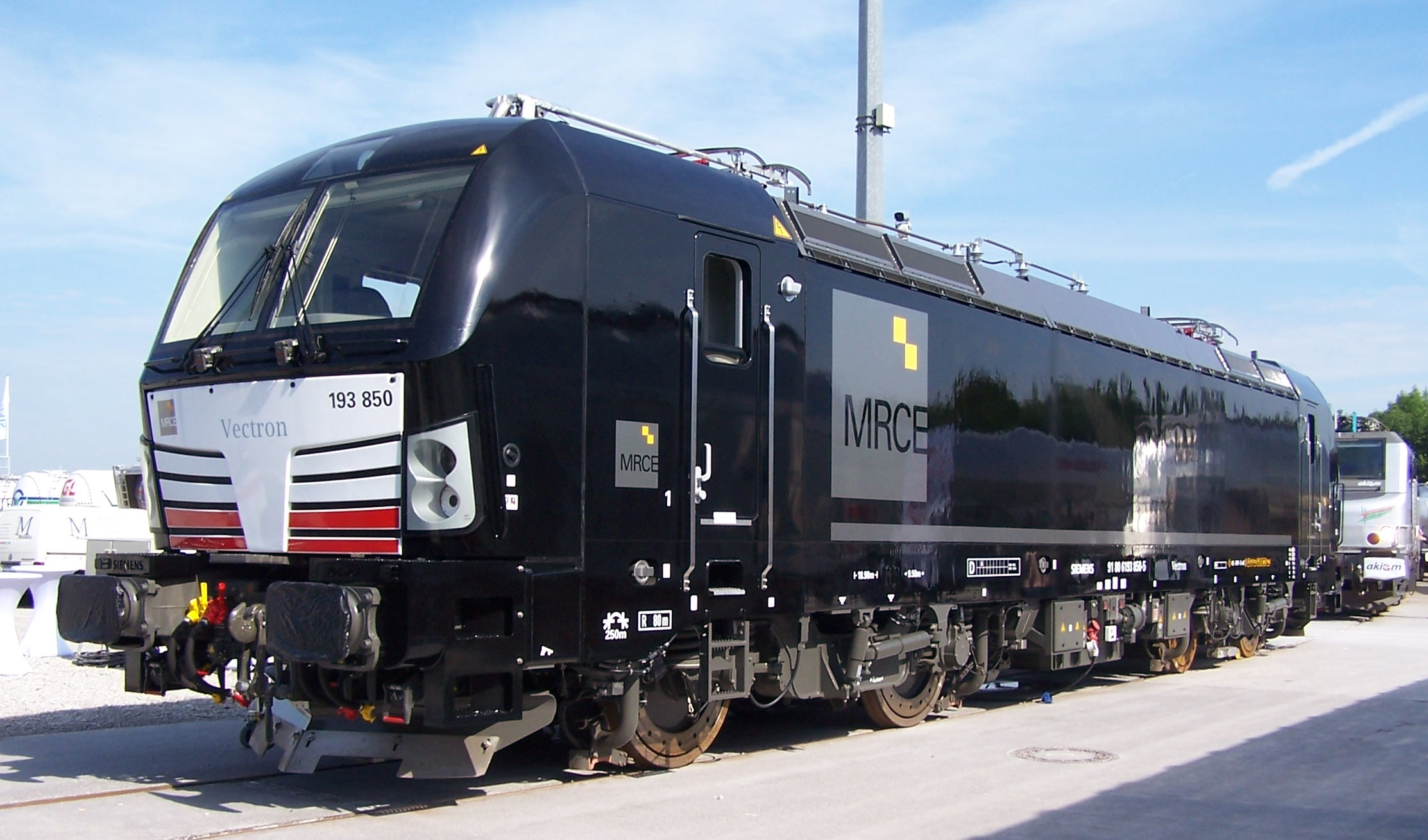
Siemens Vectron aux couleurs de MRCE.

La société Unitrain MRC, spécialisée dans le transport de charbon, fut acquise en 1997. Aussi, l’activité principale de cette filiale est la location de wagons pour le transport de charbon ainsi que dans la maintenance de ceux-ci.

## Amérique latine
Mitsui Rail Capital Participacões Ltda. est implanté à São Paulo (Brésil) depuis novembre 2004.
Son activité est la location de wagons de marchandises, en particulier pour le transport de minerai de fer et de produits agricoles. Les clients principaux sont les sociétés de chemin de fer Companhia Vale do Rio Doce Group (Vale depuis 2007), ALL Group et Brazil Ferrovias Group qui ont vu le jour à la suite de la privatisation de 1997. La société envisage d’étendre son activité à d’autres maillons de la chaîne logistique (installations portuaires… au Brésil et en Allemagne).